# Chyšky
Chyšky település Csehországban, Píseki járásban. Chyšky Zhoř, Přeštěnice, Hrazany, Milevsko, Vlksice, Nadějkov, Nechvalice és Petrovice településekkel határos. Lakosainak száma 1056 fő (2024. január 1.).

## Népesség
A település lakosságának változását az alábbi diagram mutatja:
| Lakosok száma | 2837 | 2643 | 2284 | 1524 | 1183 | 1091 | 1068 | 1072 | 1059 | 1056 |
|               | 1869 | 1890 | 1921 | 1950 | 1980 | 2001 | 2017 | 2019 | 2022 | 2024 |